# Soues (Somme)
Soues é uma comuna francesa na região administrativa de Altos da França, no departamento de Somme. Estende-se por uma área de 8,64 km². Em 2010 a comuna tinha 128 habitantes (densidade: 14,8 hab./km²).